# Publicité sociale
Le terme « publicité sociale » renvoie à deux notions différentes. La première concerne les relations sociales qui consistent à utiliser les différents réseaux sociaux pour effectuer des communications marketing avec la clientèle cible. La deuxième notion par contre est définie comme l’utilisation de la publicité pour informer le public sur une certaine question sociale et influencer son comportement.
Cet article s'attachera à expliquer la seconde notion. 

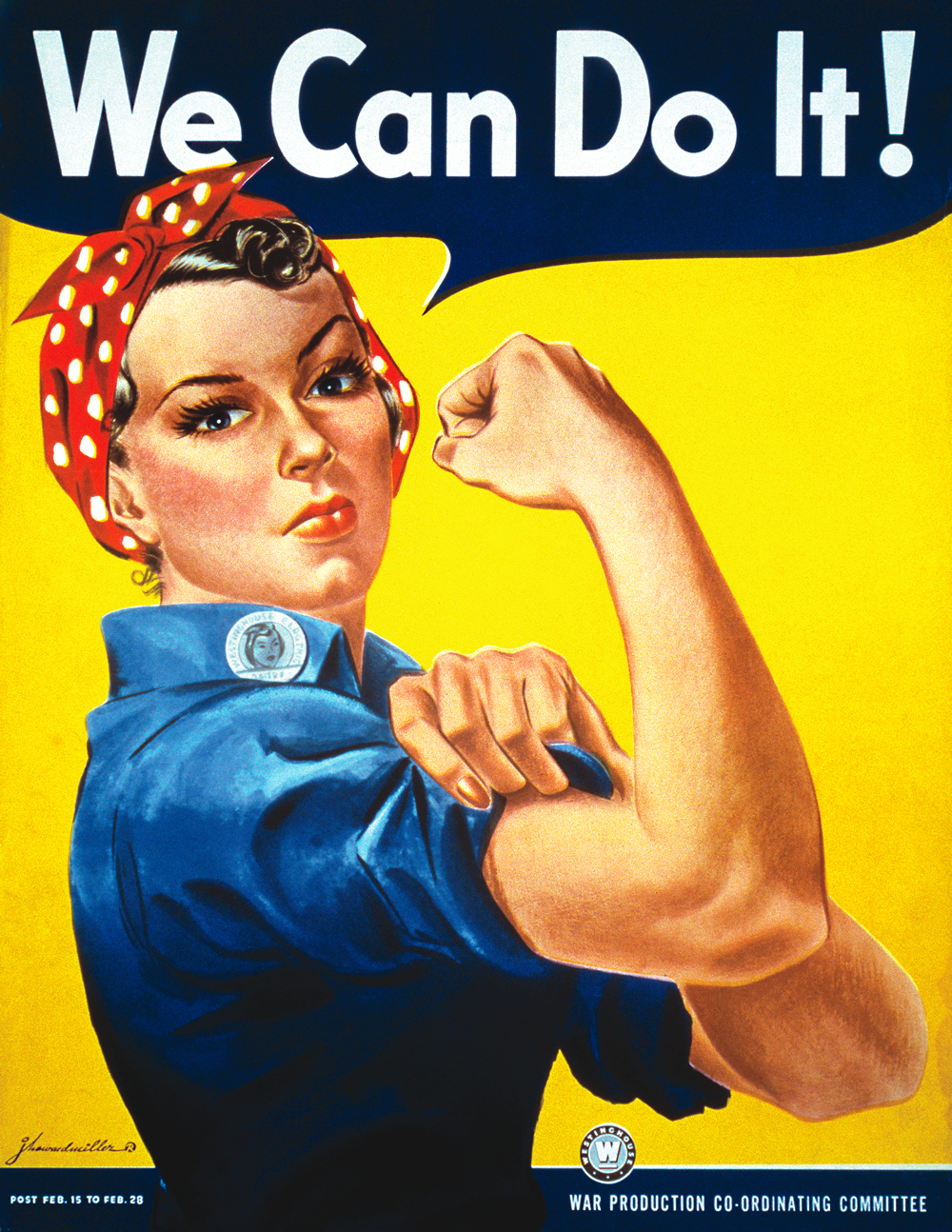
We Can Do It!

## Évolution
La publicité a depuis toujours été utilisée par les entreprises pour faire vendre leurs produits ou services. Mais avant l’apparition des entreprises au sens moderne du terme, des individus ou groupes d’individus ayant une grande influence et voulant affecter le comportement des autres se servaient déjà de la publicité pour le faire. Les outils de publicité utilisés étaient notamment les signes tracés ou gravés sur les bâtiments et les affiches disposées dans les places publiques afin d’attirer l’attention des gens. Ces outils se sont développés avec le temps pour en  arriver aux médias de masse et à la publicité en ligne qui rythme aujourd’hui notre quotidien.

### Différents outils publicitaires dans l'histoire
- Signes : à l’époque, les commerçants traçaient des signes sur des panneaux publicitaires qui étaient ensuite déposés en face de leurs magasins afin d’attirer les passants.  Après, les panneaux ont commencé à être affichés sur les portails des boutiques et en travers des rues.

- Crieurs publics : les crieurs possédaient des chartes gouvernementales et étaient souvent groupés sous formes d’unions. Dans la province de Berry en France, 12 crieurs avaient organisé une campagne et ont réussi à acquérir une charte de Louis VII leur donnant le droit exclusif de crier en province.

- Impression : L’impression a donné aux différents producteurs et promoteurs d’idées la possibilité de créer des publicités en grandes quantités. Prospectus, journaux et réclames commencèrent donc à paraître. Ceci a permis une meilleure diffusion du produit ou de l’idée à vendre.

- Moyens de transport : le développement du transport ferroviaire a mené à celui de l’industrie des magazines qui permettaient de bien exploiter le temps passé dans le train. Les magazines furent alors utilisés à des fins publicitaires.

### Liberté d’expression
L’évolution de la publicité introduisit donc une nouvelle forme de liberté d’expression qui ne se limitait plus aux individus possédant les ressources ou la force de le faire. Les pages des journaux et des magazines deviennent alors considérablement utilisées pour faire vendre des idées. Cette évolution de la publicité a, en tant que nouvelle source de revenus, permis le développement des médias de masse en diminuant le coût de diffusion, touchant toute la population, et pouvant donc être utilisés à tout moment pour s’adresser aux masses. Un public cible peut donc être atteint avec de faibles ressources puisque des « milliers » peuvent permettre de parler à des « millions ». Cette évolution de la publicité fait évoluer la liberté d’expression d’une manière qui n’avait jamais été perçue comme possible auparavant.
Publicité non liée au produit :
Cette nouvelle forme de liberté d’expression résultant de l’exploitation des médias a ensuite permis l’émergence d’une publicité qui existait déjà de manière implicite : la publicité non liée au produit. L’objectif dans ce cas est non commercial puisque le but est uniquement de convaincre d’une idée, de la pertinence d’une cause… et de manière générale d’un concept qui n’est pas lié directement aux biens offerts par une organisation. Par exemple, la publicité  des valeurs ou des engagements sociétaux d’une entreprise ou association, la publicité individuelle ou collective pour promouvoir une idée ou un concept d’intérêt public, et l’utilisation de la publicité à des fins religieuses, politiques, de changement social ou encore de concept idéologiques.
Relations publiques :
Les entités commerciales ont différentes parties prenantes à prendre en considération, car les attitudes de ces dernières face aux pratiques d'une société peuvent avoir un effet important sur sa pérennité. La relation d’une certaine organisation avec ses parties prenantes doit donc être planifiée pour maintenir la cohérence entre l’entreprise et toutes les parties prenantes ; c’est dans ce domaine qu’est utilisée la publicité sociale en tant qu'outil de relation publique.
Publicité des associations :
Un nombre considérable d’associations professionnelles et civiles utilisent la publicité pour promouvoir des idéaux où des concepts. On se sert de la publicité par exemple pour tenter de modifier une législation (ex : réclamer des réformes fiscales), pour dissiper des impressions fausses (corriger un concept mal compris par le public), ou présenter le message d’un groupe commercial (ex : présenter les bienfaits des légumes ou fruits).

### Le conseil de publicité: une publicité sociale en temps de guerre
Un groupe d’action créé dans le but de promouvoir des idées fut développé aux États-Unis durant la deuxième guerre mondiale en tant qu’organisation volontaire à but non lucratif. Le conseil de publicité de la guerre de 1942 avait pour mission de préparer des campagnes publicitaires pour inciter le peuple à prendre des mesures et initiatives dont le pays avait besoin pour maintenir le bien-être social. Parmi ces actions, on peut citer :
- Achat d’obligations de guerre
- Création d'un jardin de la victoire
- Recrutement de femmes en service militaire
- Réduction de l’absentéisme dans les usines
- Préservation de la nourriture

Ces campagnes ont eu un grand succès entraînant une hausse des contributions volontaires des citoyens qui ont dépassé 300 millions $ en un an.
Organisations religieuses et bien-être social :
Des millions sont dépensés chaque année par les différents organismes religieux pour faire circuler un certain principe ou mode de vie.
De plus, le bien-être économique et social d’une société peut être développé en utilisant la publicité pour sensibiliser le public à des principes, codes de conduite et pratiques éthiques. Par exemple aboutir à une réduction des accidents de routes, sensibiliser aux risques d'incendies forestiers, améliorer la qualité de vie.

## Marketing social et publicité sociale
Le marketing social est une manière de renforcer l'image d'une entreprise par l'atteinte d'objectifs sociaux. Il s'agit ici de prendre en compte les conséquences sociales des politiques, décisions et activités de marketing.
Pendant de nombreuses années, les recherches en marketing se sont uniquement concentrées sur les déterminants individuels de la prise de décision. Les marketeurs n’avaient pas considéré les déterminants sociaux du comportement humain dans leurs études. Depuis, certains chercheurs ont changé leur cadre de référence pour l’adapter à la perspective plus large des déterminants sociaux. Ils ont également prouvé que cette nouvelle approche, le marketing social, pourrait être utilisée pour susciter la participation des citoyens à des sujets d'intérêts publics, par exemple  pour la promotion de la santé.  
Ces déterminants sociaux peuvent inclure :
- Le cadre social
- L’éducation
- L’emploi et les conditions de travail
- La sécurité alimentaire
- La répartition des revenus
- L’accès aux services
- La discrimination par groupe social

Récemment, le centre d’influence du comportement social s’est déplacé en passant des individus physiques aux réseaux et communautés. Le rôle des réseaux sociaux dans la diffusion des idées et la  modification du comportement des individus, ont suscité l'intérêt des marketeurs et les ont poussés à considérer l'utilisation des réseaux sociaux pour attirer l’attention d'un public cible sur des principes ou problèmes importants afin de les pousser à agir.  Cela est valable pour les intérêts privés comme publics et, comme pour la publicité sociale, le marketing social englobe deux domaines distincts : le marketing appliqué aux groupes et réseaux sociaux d'un côté, et le marketing consacré à l'accomplissement d’objectifs servant l'intérêt de la société.
Cette nouvelle approche du marketing social a donc mis l’accent sur l’importance de la publicité sociale qui tire profit des médias de masse pour mobiliser le public sur des objectifs sociaux : le bien-être, la santé, l'éthique...

## Publicité et publicité sociale
Dans le monde du commerce, la publicité en général est un des éléments du mix de communication dont dispose toute organisation, commerciale ou non, pour établir le contact avec des publics ciblés, en vue d’influencer leurs opinions et leurs attitudes afin d’orienter leur comportement en faveur de l’offre proposée.
Dans le but de soutenir ou de développer les ventes d’un produit, la fonction marketing repose sur 3 dimensions fondamentales dans lesquels peut intervenir la publicité en général. Ces 3 dimensions sont : 
- La politique de l’offre qui inclut la fixation des prix
- La politique de mise sur le marché qui définit les conditions d’accès à l’offre et repose sur la force de vente et le réseau de distribution.
- La politique de communication commerciale définissant les moyens de communiquer avec le client.

Habituellement rangée dans la politique de communication, la publicité est l’un des moyens dont l’entreprise dispose pour établir et maintenir un contact commercial durable avec la clientèle.
Le but de la publicité est donc lucratif, elle vise principalement à accroître le volume de ventes d’un certain produit ou service et à développer la notoriété d’une marque. Un des moyens de réaliser cet objectif est d’évoquer les questions ou problèmes de nature sociale dans la publicité afin d’attirer l’attention sur les actions de son entreprise ou de remporter l'adhésion de son public cible.
La publicité sociale sert cet objectif : elle peut concerner un secteur d'activité en général, une grande cause non liée directement au produit/service offert mais qui intéressera la cible commerciale, une campagne d'appel aux dons... et poussera les prospects à se déclarer en faveur de l'organisation à l'origine de la publicité, car cette organisation défendra des principes qui leur sont chers.

## Acteurs de la publicité sociale
Publics comme privés, les différents acteurs de l'économie ont de plus en plus recours à la publicité sociale.

### Les États et les collectivités
De nombreux sujets sociaux, pour ne pas dire une majorité, sont pris en charge par l'appareil d'état. Les institutions compétentes ont développé, à la manière des entreprises privées, des stratégies de communication pour informer, prévenir, éduquer la population. Par exemple, la Sécurité routière en France a régulièrement recours aux spots télévisés, ou aux affiches, pour faire passer des messages de prévention. De manière plus locale, les régions réalisent des publicités vantant les produits régionaux, annonçant la mise en place de nouveaux services publics...

### Les associations
La publicité sociale est leur principal outil de communication. Sur les grands médias comme la télévision, ou sur des journaux locaux selon leur importance et leur objectif, la publicité sociale leur permet tout à la fois de faire parler d'elles, de lancer des appels aux dons, et d'alerter la société sur un problème social précis. On peut citer la Fondation Abbé Pierre, très active en matière de communication sociale, avec la campagne « Passé, présent et no future pour les SDF », dont le but était de dénoncer l'indifférence de l’opinion à l'égard des mal logés.

### Les entreprises
Elles sont de plus en plus nombreuses à adopter la publicité sociale dans leur stratégie de communication. Cet outil leur permet de communiquer non pas sur un produit qu'elles vendraient, mais sur des valeurs, des convictions, ou encore des pratiques sociales qu'elles estiment être bénéfiques pour la société en général, mais aussi pour leur cible commerciale. La multinationale du prêt-à-porter Benetton Group est par exemple connue pour utiliser régulièrement la publicité sociale de manière provocante. Ceci lui permet d'attirer l'attention du public à l'échelle nationale, voir internationale,  sur des problèmes de société tout en faisant parler de l'entreprise.

### Publicité co-financée
Une publicité sociale peut parfois être créée à la suite de l'action concertée d'un organisme public et d'entreprises privées. C'est le cas lorsque les entreprises et les pouvoirs publics ont un objectif ciblé commun. Il peut s'agir de la promotion d'un secteur d'activité en difficulté, ou encore la prévention sur des problèmes de santé. 

## Enjeux de la publicité sociale
Sous sa forme moderne, la publicité existe depuis 40 ans puisqu’apparue pendant la période faste des Trente Glorieuses, pendant laquelle les États pouvaient mettre en place un grand nombre d'actions sociales et ne se privaient pas pour communiquer dessus. La publicité sociale s'est aujourd'hui généralisée à l'ensemble des acteurs de l'économie, suscitant de nombreux débats sur l'utilisation qui en est faite. Une entreprise dont le but premier est, par définition, la recherche du profit, peut-elle utiliser la publicité sociale afin d'influencer les comportements, les croyances, les modes de vie, afin d'améliorer son image par exemple, et in fine d'accroître ses propres bénéfices ? Un gouvernement a-t-il le droit de faire de la publicité pour inciter aux votes lors d'un référendum portant sur un sujet social ? Les limites entre publicité commerciale et publicité sociale deviennent de plus en plus floues, car ce sont les mêmes acteurs qui les utilisent, et l'une comme l’autre peuvent aujourd’hui servir des objectifs similaires. Dans leur ouvrage, Cossette et Daignault plaident pour une publicité sociale en opposition à la publicité commerciale, estimant qu' « elle permet de contrer l’imposante force de la publicité commerciale, qui démultiplie la parole des affairistes. La publicité sociale permet aux solidaires de faire contrepoids ».

## Limites de la publicité sociale
La publicité sociale trouve sa limite dans son appellation : les termes « publicité » et « sociale » sont en principe opposés car la publicité sert initialement à la promotion d'entités commerciales, tandis que le terme « sociale » évoque dans l'inconscient collectif les notions d'entraide, de partage, ou encore de « vivre ensemble ».
Aujourd’hui, les grandes sociétés et les grandes marques s’orientent vers la publicité sociale afin de se rapprocher plus de leurs clients, elles doivent donc être présentes sur internet tout en respectant les usages du web 2.0 pour faciliter l’observation et la communication avec la clientèle. Cependant, cela est devenu de plus en plus compliqué à gérer, notamment à cause de la rapidité de propagation et de diffusion de l’information sur internet, et la difficulté de calculer le retour sur investissement d’une compagne publicitaire en ligne.

## Avenir de la publicité sociale: une nouvelle forme?
Avant de parler de l’avenir, il convient de rappeler que la publicité sociale prend ses origines dans la publicité commerciale. Elle vise à influer le comportement du public par le biais d'une communication persuasive exploitée en marketing social. Elle vise donc à « sensibiliser l'opinion, à informer, à éduquer, à changer des attitudes, à raffermir ou à abolir des habitudes, à convaincre de la légitimité d'une opinion ».
Aujourd'hui, la plupart des consommateurs passent plus de temps sur Internet et notamment sur les réseaux sociaux. De ce fait, il est fort possible que le terme " publicité sociale " fasse dans l'avenir majoritairement référence à de la publicité sur ces réseaux sociaux. Le terme "sociale" serait ici envisagé sous l'angle du lien virtuel entre les individus et non plus comme une cause d'intérêt commun. Donc, ce nouvel aspect de la publicité sociale aura un but purement économique puisque la majorité des réseaux sociaux basent leur business model sur la rémunération des annonceurs. Selon le cabinet de conseil BIA/Kelsey, les publicités sociales pourront générer aux États-Unis, berceau des réseaux sociaux, un revenu de 11 milliards dollars en 2017, soit une croissance annuelle de 18,6 % . 
En parallèle, la publicité sociale telle que décrite dans cet article devrait continuer à se développer dans un contexte de crise économique généralisée et donc de l'importance croissante des problèmes sociaux dans la population, les organismes publics ressentiront le besoin de communiquer sur leurs actions sociales. De plus, on assiste en France à l'augmentation constante du bénévolat et des associations dont le nombre augmente de 4 % par an.